# Одоевский, Василий Юрьевич (1672—1752)
Князь Василий Юрьевич Одоевский (1672 или 1673 — 16 октября 1752) — российский аристократ из династии Рюриковичей, полковник, действительный статский советник, заведовавший Оружейной палатой.

## Биография
Василий Одоевский родился в 1672 или 1673 году в семье боярина Юрия Михайловича Одоевского. В 1682 году он стал комнатным стольником царя Петра I, своего ровесника. Сопровождал царя в поездках в Троице-Сергиев монастырь в 1689—1690 годах. В 1698 году получил чин поручика лейб-гвардии Семёновского полка, в 1709 году стал капитаном-поручиком, в 1714 году — капитаном. В том же году Одоевский ушёл в отставку. В 1722 году в чине полковника был одним из кандидатов в президенты штатс-конторы, но не получил эту должность. В 1726 году в чине действительного статского советника был назначен «к делам Мастерской палаты», при этом получив под своё управление Оружейную палату и Конюшенную казну. В 1727 году вместе со стольником Афанасием Савёловым Одоевский произвёл опись всего имеющегося в московской Оружейной палате, на конюшенных и казённых дворах и в Мастерской палате. После коронации Петра II ему на хранение были сданы императорская корона и регалии.
Вместе с братом Михаилом Василий Одоевский владел поместьем Ивановским в Московском уезде.
Одоевский был женат на княжне Марии Алексеевне Лыковой-Оболенской (1672—1752), дочери князя Алексея Алексеевича Лыкова-Оболенского. В этом браке родились сын Иван и дочь София, жена барона Карла-Густава Лилиенфельда.